# Roy Ayers
Roy Ayers (Los Angeles, 1940. szeptember 10. –‎ New York, 2025. március 4.) amerikai vibrafonos.

## Pályafutása
Ayers apja harsonázott, anyja zongorázott. Ayers első vibrafonját állitólag a legendás jazzvibrafonista, Lionel Hampton ajándékozta neki, amikor ötéves volt.
Ayers az 1960-as években dzsesszzenészként vált ismertté, különösen soul számaival. Az 1970-es években azonban egyre inkább a funkra koncentrált. Énekesként és zeneszerzőként is dolgozott. Ekkor legnagyobb slágere, az „Everybody Loves The Sunshine”, a Blaxploitation-Film Coffy filmsláger volt. Az 1980-as évekig együtt turnézott és producerkedett Fela Kuti nigériai zenésszel, akivel az Uno Melodic Records lemezcéget is megalapították. A hiphop felvételei különösen sikeresek lettel Angliában, és a népszerű acid jazz területén.
Az 1990-es évek végén a befolyásos brit DJ-guru, Gilles Peterson hívta fel Ayers zenéjére a figyelmet azzal, hogy a BBC rádió „Worldwide” című műsorában gyakrabban játszotta régi darabjait. Nem utolsósorban emiatt 2001-ben megjelent egy Roy Ayers album 1976-tól 1981-ig korábban kiadatlan felvételekkel, amely aztán számos remix alapjául szolgált, és Ayers zenéje visszanyerte népszerűségét az elektronikus tánczene területén.
Roy Ayers idős koráig aktív zenész volt. 2010-ben egy európai turné során többször is fellépett Németországban és Franciaországban.

## Halála
2025. március 4-én New Yorkban hunyt el, hosszú betegséget követően. Halálhírét a családja jelentette be a művész hivatalos Facebook-oldalán.

## Albumok
- West Coast Vibes (1963)
- Virgo Vibes (1967)
- Stoned Soul Picnic (1968)
- Daddy Bug (1969)
- All Blues (1969)
- Unchain My Heart (1970)
- Ubiquity (1970)
- Live at the Montreux-i Jazz Fesztivál (1972)
- He's Coming (1972)
- Virgo Red (1973)
- Red Black & Green (1973)
- Coffy (1973)
- Change Up the Groove (1974)
- Mystic Voyage (1975)
- A Tear to a Smile (1975)
- Daddy Bug & Friends (1976)
- Everybody Loves the Sunshine (1976)
- Vibrations (1976)
- Lifeline (1977)
- You Send Me (1978)
- Step in to Our Life (1978)
- Starbooty (1978)
- Let's Do It (1978)
- Fever (1979)
- No Stranger to Love (1979)
- Love Fantasy (1980)
- Africa, Center of the World (1981)
- Feeling Good (1982)
- Lots of Love (1983)
- In the Dark (1984)
- You Might Be Surprised (1985)
- I'm the One (1987)
- Drive (1988)
- Wake Up (1989)
- Searchin' (1991)
- Hot (1992)
- Good Vibrations (1993)
- The Essential Groove Live (1994)
- Nasté (1995)
- Mahogany Vibe (2004)

## Fordítás
Ez a szócikk részben vagy egészben  a   Roy Ayers című német Wikipédia-szócikk ezen változatának fordításán alapul.  Az eredeti cikk szerkesztőit annak laptörténete sorolja fel. Ez a jelzés csupán a megfogalmazás eredetét és a szerzői jogokat jelzi, nem szolgál a cikkben szereplő információk forrásmegjelöléseként.